# Pitolisant
Pitolisant ist ein Arzneistoff aus der Gruppe der H3-Antihistaminika. Er wurde von Walter Schunack und Jean-Charles Schwartz in Zusammenarbeit mit dem französischen Pharmaunternehmen Bioprojet entwickelt.

## Anwendungsgebiete
Für eine mögliche Anwendung zur Behandlung der exzessiven Tagschläfrigkeit (EDS) bei Narkolepsie wurde Pitolisant der Status eines Orphan-Arzneimittels zuerkannt. In dieser Indikation wurde es im März 2016 unter dem Fertigarzneimittelnamen Wakix in der EU zugelassen. Weitere potenzielle Anwendungsgebiete dieses Arzneistoffs, werden derzeit in den Phasen II und III der klinischen Forschung erprobt. Dazu gehören u. a. die Verbesserung der kognitiven Fähigkeiten bei Schizophrenie-Patienten, die Behandlung der exzessiven Tagschläfrigkeit beim Schlafapnoe-Syndrom und der Parkinson-Krankheit sowie der Fotosensibilität bei genetischen (idiopathischen) Epilepsien.
Eine Dosisanpassung ist bei fortgeschrittener Leberinsuffizienz bzw. bei fortgeschrittener Niereninsuffizienz erforderlich. Zudem sind Interaktionen mit Medikamenten, welche auf das CYP3A4- bzw. das CYP2D6-System wirken, zu beachten.

## Wirkmechanismus
Pitolisant vermittelt seine Wirkung als selektiver Histamin 3 (H3)-Rezeptorantagonist / inverser Agonist am Histamin-H3-Rezeptor, der insbesondere präsynaptisch auf Nervenzellen des Zentralnervensystems zu finden ist. Die Affinität von Pitolisant zu diesem Rezeptor liegt im niedrigen nanomolaren Bereich.
Pitolisant wirkt – anders als andere Narkolepsie-Medikamente – nicht als Stimulans. Aus diesem Grund ist eine vollständige Wirkung erst nach mehreren Wochen  zu erwarten.